# Фелкаи, Ласло
Ласло Фелкаи (венг. László Felkai; 1 марта 1941, Будапешт, Венгрия — 10 апреля 2014, там же) — венгерский ватерполист и тренер, чемпион летних Олимпийских игр в Токио (1964).

## Спортивная карьера
В 1950—1970 гг. представлял «Ференцварош», а в 1970—1977 гг. — будапештский «Спартакус». Становился четырехкратным чемпионом Венгрии (1962, 1963, 1965 и 1968), четырехкратным серебряным (1961, 1964, 1966 и 1969) и двукратным бронзовым призёром (1967 и 1970) первенств страны.
За четырнадцать лет выступлений за национальную сборную Венгрии (1960—1974) провел 120 матчей.
Участник трех Олимпиад. На летних Олимпийских играх в Токио (1964) вместе с партнерами по сборной стал олимпийским чемпионом, на летних Играх в Риме (1960) и Мехико (1968) выигрывал бронзовую медаль. Также в Риме выступал на дистанции 200 м брассом.
Среди других международных достижений:
- Чемпион Европы (1962)
- Чемпионат Европы — пятое место (1966)
- Победитель Универсиады (1963, 1965)
- Серебряный призёр Универсиады (1959)
- Бронзовый призёр Универсиады (1961).

В 1977 г. завершил свою спортивную карьеру.
В 1965 г. окончил Будапештский университет технологий в области электротехники, в 1966 г. — Институт спортивных директоров и тренеров с присвоением квалификации тренера по водному поло. Работал детским тренером. В 1978—1981 гг. возглавлял будапештский «Спартакус», а в сезоне 1981—1982 гг. — «Ференцварош», затем работал с клубами КСИ, «Вашаш», БВСК, «Тунгсрам», «Гонвед».
В 2000 г. был избран в символическую сборную Венгрии по водному поло XX века.
Похоронен на будапештском кладбище Обудаи.